# Terje Kristoffersen
Terje Kristoffersen (8 marzo 1941) è un ex calciatore norvegese, di ruolo attaccante.

## Carriera

### Club
Kristoffersen ha vestito la maglia dello Skeid, con cui ha vinto due edizioni del Norgesmesterskapet (1963 e 1965) ed un campionato (1966). Ha esordito in prima squadra nel 1959. Ha disputato 8 partite nelle competizioni europee per club, la prima delle quali in data 15 settembre 1964, quando è stato schierato titolare nella vittoria per 1-0 sull'Haka, in una sfida valida per l'edizione stagionale della Coppa delle Coppe. Ha totalizzato 135 presenze e 29 reti nella massima divisione locale, tra il 1959 ed il 1970.

### Nazionale
Kristoffersen ha giocato per la Norvegia under 19 e la Nazionale B. Per quanto concerne quest'ultima selezione, ha disputato la prima partita in squadra in data 20 agosto 1964, nella vittoria per 0-2 contro la Finlandia.

## Palmarès

### Club
- Coppa di Norvegia: 2

Skeid: 1963, 1965
- Campionato norvegese: 1

Skeid: 1966